# Вишков (футбольний клуб)
«Вишков» (чеськ. MFK Vyškov) — професійний чеський футбольний клуб з міста Вишков.

## Історія
Футбольна команда заснована в 1921 році.
Клуб неодноразово змінював свою назву, так 1 січня 2012 року клуб змінив назву з СК «Ростекс Вишков» на МФК «Вишков». У 2020 році клуб належав компанії Rainbow World Group, яка також є власником однойменного камерунського клубу.
У сезоні 2020–21 «Вишков» фінішував на першому місці третьої ліги (сезон не дограли через пандемію COVID-19) та підвищився до другого дивізіону.
15 січня 2024 року клуб оголосив про свого нового власника, американську інвестиційну групу Blue Crow Sports Group, яка також володіє іспанським клубом Ла-Ліги «Леганес».
За підсумками сезону 2024–25 «Вишков» фінішував на другому місці другої ліги і відповідно провів матчі плей-оф на підвищення з клубом «Дукла» (Прага), за сумою двох матчів пражани зберегли прописку в першому дивізіоні.